# Canal du marais de Dismal
Le canal du marais de Dismal (anglais : Great Dismal Swamp Canal) est un canal situé le long de la partie est du Canal du Sinistre Marais, en Virginie et en Caroline du Nord. C'est le plus vieux canal entièrement creusé par l'homme aux États-Unis. Il est opérationnel depuis 1805.
Le canal fait partie de l'Intracoastal Waterway, une voie navigable qui relie le New Jersey et le Texas à travers baies, lacs, rivières et canaux.

## Histoire
Pendant la période coloniale, le transport par voie d'eau est le poumon de l'économie des bras de mer de Virginie et de Caroline du Nord. Ces régions enclavées par les eaux ne disposent alors que de médiocres pistes terrestres.
En mai 1763, George Washington se rend pour la première fois dans le grand marais de Dismal et suggère de le drainer avec un canal le traversant dans le sens nord-sud pour relier la baie de Chesapeake et la baie d'Albemarle. Une fois devenu président, il œuvre avec le gouverneur de Virginie Patrick Henry pour que les canaux deviennent une solution pour le transport de marchandises, et leur entretien comme leur creusement sont jugés prioritaires.
En 1784, la Dismal Swamp Land Company est créée. Les travaux commencent en 1793. Le canal est creusé entièrement à la main sur une distance de 22 miles (près de 5 km), dans des conditions très difficiles ; la plus grande partie du travail est effectuée par des esclaves prêtés par des propriétaires voisins. Il faut 12 ans pour l'achever. Aussitôt après l'ouverture en 1805, l'hôtel de Dismal Swamp est construit sur la rive droite, la frontière entre les deux États le traversant en son milieu : cette particularité attire nombre de pratiques illégales. De nombreux duels s'y déroulent, mais le vainqueur est rarement arrêté faute de se trouver dans le même État que sa victime. L'hôtel héberge aussi une salle de jeux illégale, mais qui échappe facilement aux forces de l'ordre puisqu'il suffit de déplacer les tables de jeu à l'autre extrémité de la salle en cas d’intervention du shérif. Il n'existe plus de trace de cet hôtel aujourd'hui.
Les droits de péages servent pour l'entretien et l'amélioration du canal. En 1829, il est approfondi. La voie d'eau représente alors une importante voie de commerce, avant que les chemins de fer et les routes ne deviennent les principaux modes de transport.

## La guerre de Sécession
Pendant la guerre de Sécession (1861-1865), le canal occupe une position stratégique importante pour les deux armées. En avril 1862, en apprenant que les Confédérés auraient investi le canal avec leurs cuirassés, le général Ambrose Burnside envoie Jesse Lee Reno depuis l'Île Roanoke pour détruire les écluses près de South Mills.
Quelque 3 000 soldats débarquent près d'Elizabeth City le 18 avril. Ils avancent le matin suivant à marche forcée vers South Mills, où sont postés les 900 hommes du général Ambrose R. Wright. La rencontre des deux troupes a lieu à midi. Le combat dure quatre heures, jusqu'à ce que le commandant d'artillerie confédérée, W. W. McComas, soit tué. Pour éviter d'être encerclé, Wright se retire derrière Joy's Creek, à deux miles de là. Reno ne les poursuit pas en raison de ses pertes et de l'épuisement de ses troupes.
Le soir, il entend une rumeur annonçant l'arrivée de troupes ennemies venant de Norfolk. Il ordonne alors une marche silencieuse pour repartir vers Elizabeth City. Au total, les pertes de l'Union sont estimées à 114 hommes, et 25 du côté des Confédérés.
Cette bataille de South Mills est la seule du conflit à se dérouler près du canal. Cependant, ce contexte guerrier pousse les bateliers à déserter le canal et le laisse dans un terrible état de dégradation. Le manque de réparations et d'entretien rendent son utilisation difficile.

## L'après-guerre et leXXesiècle

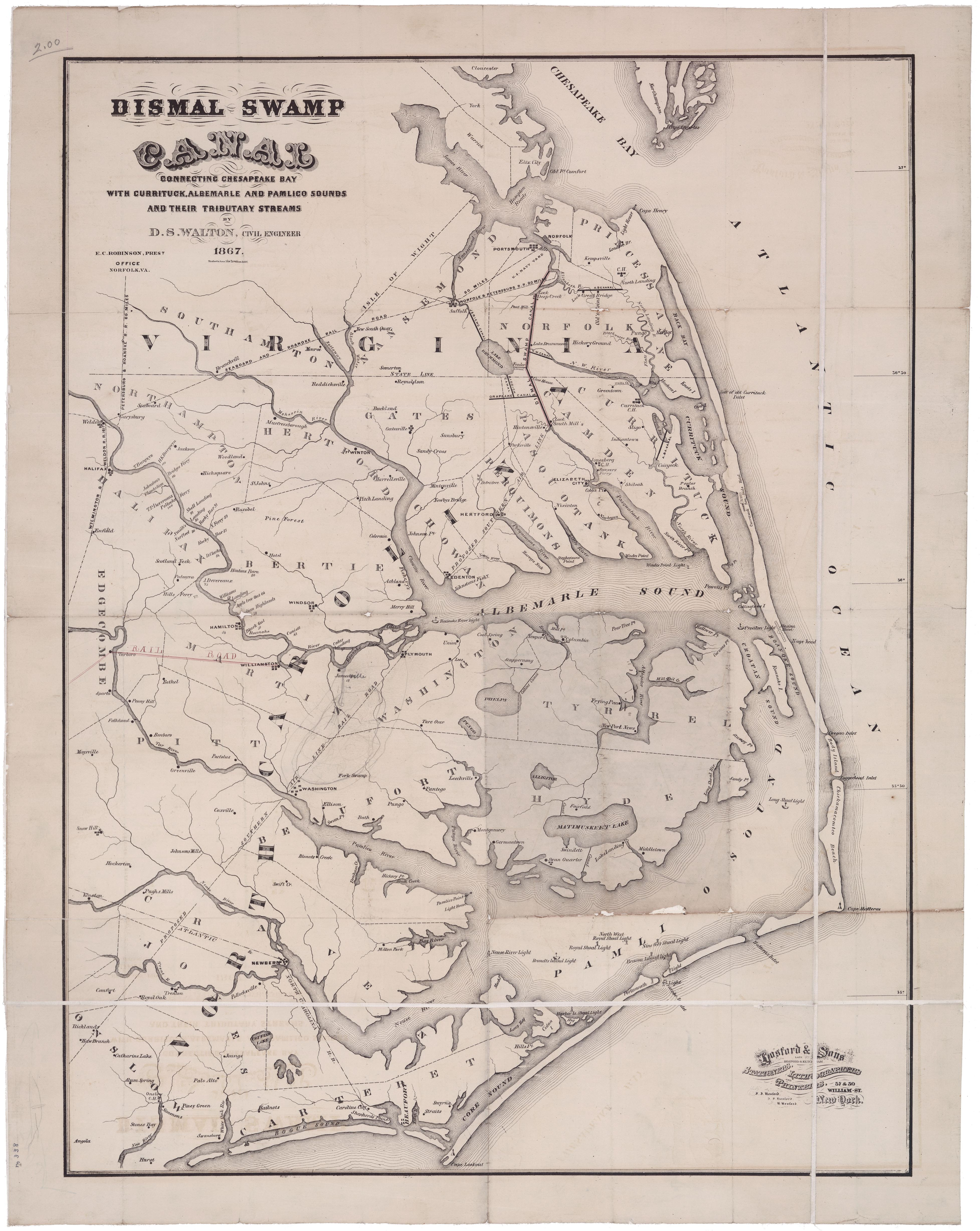
Carte du canal de 1867.

En 1892, la société Lake Drummond Canal and Water Company lance un programme de réhabilitation, et un flux régulier de navires transportant du bois, des bardeaux, des produits agricoles et des passagers fait à nouveau du canal un lieu de passage animé entre les États.
Dans les années 1920, l'amélioration des autres modes de transport représente un nouveau ralentissement pour le canal, et le trafic commercial diminue, sauf pour les navires de passagers.
En 1929, il est vendu au gouvernement fédéral pour 500 000 $. Au milieu du XXe siècle, au moment où la navigation de plaisance prend de plus en plus d’importance, le canal permet de trouver un refuge contre les violentes tempêtes de la Côte Atlantique au large de la Caroline et des caps de Virginie.

## Usage actuel
Désormais, c'est le corps du génie de l'armée des États-Unis qui entretient et exploite le canal. Environ 2 000 navires de plaisance l'empruntent tous les ans.
La partie nord du canal en Virginie est située dans l'ancien comté de Norfolk (en) (devenu depuis la ville de Chesapeake) où son extrémité nord vient rejoindre la partie sud de l'Elizabeth River à Deep Creek (en).
L'extrémité sud du canal mène à la baie d'Albemarle. Un point d'accueil touristique se trouve dans le comté de Camden et permet de retracer l'histoire du canal.
Le canal figure sur le Registre national des lieux historiques ainsi que sur la Liste des Historic Civil Engineering Landmarks. Il est reconnu comme ayant fait partie du chemin de fer clandestin, un lieu de fuite des esclaves qui cherchaient la liberté.

## Source
- (en) Cet article est partiellement ou en totalité issu de l’article de Wikipédia en anglais intitulé « Dismal Swamp Canal » (voir la liste des auteurs).